# Kšely
Kšely (en allemand : Kschell) est une commune du district de Kolín, dans la région de Bohême-Centrale, en République tchèque. Sa population s'élevait à 228 habitants en 2020.

## Géographie
Kšely se trouve à 4,5 km au sud-est de Český Brod, à 21 km à l'ouest de Kolín et à 35 km à l'est-sud-est de Prague.
La commune est limitée par Chrášťany au nord, par Vitice à l'est et au sud-est, par Krupá au sud et à l'ouest, et par Přistoupim à l'ouest.

## Histoire
La première mention écrite de la localité date de 1266.

## Transports
Par la route, Kšely se trouve à 6 km de Český Brod, à 24 km de Kolín et à 47 km de Prague.